# Regia (motocicleta)
Regia fou una marca catalana de motocicletes fabricades a Mataró, Maresme, entre 1953 i 1955.
L'empresa, situada al número 2 del carrer Puigblanc de Mataró, fabricava motocicletes amb motor propi de 175 cc, compressió 6.5/1, 8 CV i canvi de 4 velocitats.